# Daniela Blum
Daniela Blum (* 1986) ist eine deutsche römisch-katholische Theologin.

## Leben
Von 2005 bis 2010 studierte sie katholischen Theologie (Dipl.), Politikwissenschaft und Psychologie (M.A.) in Tübingen und Rom. Von 2014 bis 2019 war sie wissenschaftliche Mitarbeiterin am Lehrstuhl für Mittlere und Neuere Kirchengeschichte der Universität Tübingen. Seit 2024 ist sie Professorin für Mittlere und Neuere Kirchengeschichte mit kirchlicher Landesgeschichte an der Theologischen Fakultät der Albert-Ludwigs-Universität Freiburg.
Seit 2025 ist sie Mitglied im Kuratorium der Stiftung Bibel und Kultur.

## Forschung
Daniela Blum arbeitet innerhalb der hochmittelalterlichen Kirchengeschichte zum Zusammenhang von Hagiographie, Theologie und christlichen Körperkonzepten. Blum beforscht christliche Bildtheologie sowie Lehr- und Lernprozesse in der Kirchen- und Theologiegeschichte. Bei der Kirchengeschichtsschreibung untersucht sie Bottom-up-Ansätze des 19. Jahrhunderts. Für die Diözese Rottenburg-Stuttgart beforschte sie in einem kooperativen Editionsprojekt Pfründ-Beschreibungen.

## Publikationen (Auswahl)
- Multikonfessionalität im Alltag. Speyer zwischen politischem Frieden und Bekenntnisernst (1555–1618). (Dissertation) Münster, 2015. ISBN 978-3-402-11586-2
- Der katholische Luther. Prägungen – Begegnungen – Rezeptionen. Paderborn, 2016. ISBN 978-3-506-78238-0
- „Keiner liest …“. Lesekompetenz fördern – ein Modell aus dem Fach Kirchengeschichte. Tübingen 2017.

## Herausgeberschaften (Auswahl)
- mit Marie Gunreben, Nicolas Detering, Beatrice von Lüpke (Hrsg.): Entscheidung zur Heiligkeit? Autonomie und Providenz im legendarischen Erzählen vom Mittelalter bis zur Moderne, Reihe  Myosotis. Forschungen zur europäischen Traditionsgeschichte, Universitätsverlag Winter, Heidelberg, 2022. ISBN 978-3-8253-8548-4
- mit Melanie Prange (Hrsg.): Shaping Faith – Fashioning Splendour. Glauben formen – Pracht gestalten, Participare, Publikationen des Diözesanmuseums Rottenburg, Band 11, Jan Thorbecke Verlag, Ostfildern, 2022. ISBN 978-3-7995-1568-9
- mit Melanie Prange (Hrsg.): In unserer Erde. Grabschätze des frühen Mittelalters im deutschen Südwesten (Katalog), Participare, Publikationen des Diözesanmuseums Rottenburg, Band  10, Jan Thorbecke Verlag, Ostfildern, 2020. ISBN 978-3-7995-1496-5
- mit Melanie Prange (Hrsg.): Biblia Sacra – der unbekannte Dalí. Künstler – Werk – Rezeption, Participare, Publikationen des Diözesanmuseums Rottenburg, Band  9, Jan Thorbecke Verlag, Ostfildern, 2020. ISBN 978-3-7995-1481-1